# Kriechbaumerella kala
Kriechbaumerella kala är en stekelart som beskrevs av T.C. Narendran 1989. Kriechbaumerella kala ingår i släktet Kriechbaumerella och familjen bredlårsteklar.
Artens utbredningsområde är:
- Singapore.
- Filippinerna.

Inga underarter finns listade i Catalogue of Life.